# Csörög
Csörög é um município da Hungria, situado no condado de Peste. Tem 5,05 km² de área e sua população em 2015 foi estimada em 2.046 habitantes.